# Anolis solitarius
Anolis solitarius — вид ігуаноподібних ящірок родини анолісових (Dactyloidae). Ендемік Колумбії.

## Поширення і екологія
Anolis solitarius мешкають на північних схилах гірського масиву Сьєрра-Невада-де-Санта-Марта на півночі Колумбії. Вони живуть в гірських тропічних лісах.

## Збереження
МСОП класифікує стан збереження цього виду як близький до загрозливого. Anolis solitarius загрожує знищення природного середовища.